# Unterland Zurighese

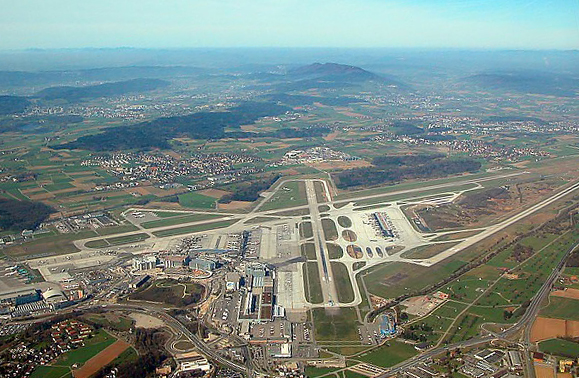
Vista aerea dell'aeroporto di Zurigo, guardando a nordovest, verso Rümlang, Oberglatt, Niederhasli, Dielsdorf, Buchs, Regensberg and il Lägern.

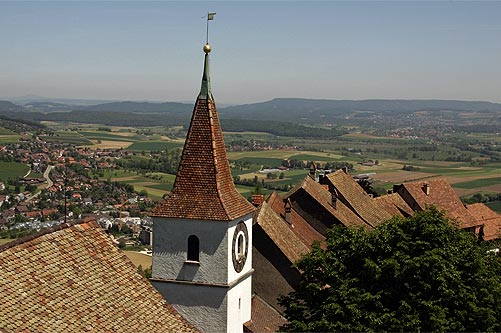
Panorama dal castello di Regensberg, guardando a nordest verso Neerach, Bülach and l'Irchel.

L’Unterland Zurighese (Tedesco:"Zürcher Unterland"; svizzero tedesco:"Züri-Unterland", sign. "Le terre basse di Zurigo") comprende la parte nord-occidentale del cantone di Zurigo, cioè i distretti di Bülach e Dielsdorf.

## Geografia
L'Unterland si trova nell'altopiano svizzero, tra la valle della Limmat, la città di Zurigo e il distretto di Dietikon a sud, l'Oberland Zurighese a sud-est, il fiume Reno e il Circondario di Waldshut (nel Baden-Württemberg, in Germania) a nord. Il suo limite occidentale è il confine con il Canton Argovia (distretto di Zurzach), mentre a est si estende sino ai due comuni sciaffusani di Rüdlingen e Buchberg, alla Weinland Zurighese (distretto di Andelfingen), al distretto di Winterthur e al fiume Töss.
Il punto più basso della regione sono i 355 m s.l.m. presso il Reno a Eglisau, e il punto più alto gli 856 m s.l.m. sulla vetta del Lägern. La parte principale della regione consiste nella valle del fiume Glatt.
Con le due cittadine di Eglisau e Regensberg, il centro storico storicamente prezioso di Bülach, il paesaggio dei tre fiumi con il Reno, la Töss e la Glatt e ambienti naturali diversi (tra cui il Centro Svizzero di Protezione degli uccelli al Neeracherried), la regione è anche una popolare meta ricreativa e turistica.

## Storia
L'Unterland, popolato dagli Elvezi, venne a far parte dell'impero Romano alla fine del I secolo a.C. La regione era fiorente dal punto di vista agricolo e ospitava diverse ville rustiche: la più importante fra quelle rimaste si trova a Seeb, presso Winkel, a sud di Bülach. Invasa dagli Alemanni nel quinto secolo, la regione nel medioevo seguì le sorti dell'altopiano svizzero. Con l'eccezione del Rafzerfeld, l'Unterland passò sotto il governo della città di Zurigo nel corso del XV secolo (Regensberg e Bülach nel 1409, Regensdorf nel 1469).

## Economia
La regione è stata fortemente influenzata economicamente da Zurigo sin dal 1950. Ospita l'aeroporto di Kloten, il più grande aeroporto svizzero. Diverse compagnie internazionali hanno scelto di stabilirsi intorno all'aeroporto. I comuni a sud-est, vicini a Zurigo, sono stati assorbiti dall'agglomerazione zurighese e fanno oggi parte della grande Zurigo. A nord l'Unterland ha potuto mantenere sino a oggi ancora un carattere rurale, anche se con segni inequivocabili di crescente urbanizzazione.
Nella regione vengono stampati due giornali, la Zürcher Unterländer e il Neues Bülacher Tagblatt.

## Educazione
A Bülach si trova la Scuola Cantonale dell'Unterland Zurighese (Kantonsschule Zürcher Unterland, KZU), abbreviata in "Kanti Bülach".